# Дом Батракова
Дом Батракова — дом, расположенный на улице Кирова в Советском районе города Челябинска, в непосредственной близости к главной городской площади — Площади Революции (до 1920 года — Южной площади), принадлежавший Андрею Максимовичу Батракову. До 2006 года дом был включён в список объектов культурного наследия Челябинской области.

## История
Дом был построен на рубеже XIX и XX века, но первое документальное подтверждение об уже построенном здании датировано 1904 годом
. Одноэтажное здание с подвалом построено в стилистике модерна. Хозяином участка, на котором был построен дом, был А. Н. Батраков. Но вскоре после постройки, он сдал часть дома австрийцу Карлу Венцелю, который основал в здании свою пивоварню. Но с началом первой мировой войны (1914) он убыл из Челябинска. После революции всё имущество Батракова, включая два его дома и надворные постройки, было национализировано.
До 2006 года здание значилось в перечне объектов культурного наследия, однако было исключено из списка, поскольку попало в него по ошибке как дом Капарулина, в то время как настоящий дом Капарулина был снесён после расширения Челябинского молодёжного театра.
Тем не менее челябинские краеведы выступили с предложением вернуть в список памятников истории и культуры Дом Батракова, который, по словам представителя движения «АрхиСтраж» Юрия Латышева, был исключён из перечня охраняемых объектов по неизвестным причинам.